# Bauhauskapelle
Die Bauhauskapelle war eine von Andor Weininger und Heinrich Koch 1923 am Weimarer Bauhaus gegründete Musikkapelle, ursprünglich zur Begleitung der Bauhausfeste, die sich experimentell einer modernen „spontanen Musik“ nähern wollte. Zunächst standen dadaistische Elemente neben osteuropäischer Volksmusik und improvisiertem rhythmischen Krach im Mittelpunkt. Später in Dessau entwickelte sich die Kapelle zu einer Jazzband im amerikanischen Stil, die aber ebenso Stücke von Johann Sebastian Bach und Mozart intonieren konnte. Tonaufnahmen sind allerdings nicht erhalten. Die bis 1933 bestehende Bauhauskapelle ging aus improvisierten Musikaufführungen der Schülerschaft hervor.

## Beschreibung
Vor dem Bestehen der Bauhauskapelle musizierten einzelne Schüler auf Festen und bei Veranstaltungen des Bauhauses. Vermutlich im Winter 1923/1924 gründete sich die Bauhauskapelle. In der ersten Besetzung gehörten Andor Weininger, Heinrich Koch, Rudolph Paris und Hanns Hoffmann-Lederer dazu. Gespielt wurde anfangs mit Klavier, Bumbass, Lotusflöte, Trommel und Schlagzeug als einfache stimmungs- und effekterzeugende Instrumente, von denen nur das Klavier zum Spielen einer Melodie geeignet war. Die Musik der Kapelle beschrieb Xanti Schawinsky als rhythmischen, durchdringenden Lärm; dies war unter anderem durch die einfachen und unkonventionellen Instrumente bedingt, die eine eigene Klangwirkung hervorriefen. Außerdem kamen weitere geräusch- und tonerzeugende Materialien wie Drähte, Nägel und Stühle zum Einsatz. Entsprechend glichen die Auftritte Happenings, bei denen Andor Weininger am Ende auch Darbietungen mit abstrakten Liedern und kabarettistische Einlagen zum Besten gab.
In der Dessauer Zeit des Bauhauses ab 1925 näherte sich die Bauhauskapelle musikalisch amerikanischem Jazz und populärer Tanzmusik. Theodore Lux Feininger bewertete die neue Ausrichtung als „Bourgeoisierung der einstmals einer lebenskräftigen Bohème entsprungenen Gruppe“. Auch sei laut Feininger der Performance-Charakter, herrührend aus offensiver Nicht-Beherrschung der Instrumente, in den Hintergrund getreten.

## Rezeption
Die Bauhauskapelle brachte keine bedeutenden Kompositionen hervor. Dennoch entwickelt sie ein eigenes musikalisches Profil, das in Auftreten, Instrumentarium und Repertoire nicht einer üblichen Musikgruppe der 1920er Jahre entsprach. Obwohl Musik am Bauhaus nicht unterrichtet wurde, war das Leben und Studium der Bauhäusler durch Musik bestimmt, begleitet von den Rhythmen der Bauhauskapelle. Die Kapelle war eines der wenigen Bauhauswerke, das damals über Weimar hinaus Bekanntheit erlangte und gesamtgesellschaftlich einen positiven Eindruck hinterließ. Den letzten Auftritt hatte die Kapelle im Februar 1933 beim Abschiedsfest des Bauhauses kurz vor seiner von den Nationalsozialisten erzwungenen Selbstauflösung. Tondokumente der Bauhauskapelle sind nicht überliefert. Seit Ende der 1990er Jahre bildeten sich an verschiedenen Orten, unter anderem in Weimar, neue Bauhauskapellen.

## Besetzung
Im Anschluss an die Bauhausausstellung von 1923, zu der eine Reihe musikalischer Darbietungen gehörte, rief der ungarische Bauhäusler Andor Weininger die Bauhaus-Kapelle im Frühjahr 1924 ins Leben. Zu dieser gehörten Hanns Hoffmann-Lederer und Rudolf Paris am Schlagzeug, Heinrich Koch spielte die Teufelsgeige, und Weininger übernahm das Klavierspiel. Die erste Fotografie der Band (aufgenommen von Louis Held) stammt aus dem Gründungsjahr, sie entstand auf einer Veranstaltung im Ilmschlößchen in Weimar. Für die Proben wurde ein gebrauchtes Klavier angeschafft, als Probenraum diente die Kantine. Die Bauhauskapelle organisierte sich vor allem aus der Schülerschaft des Bauhauses. Bekannte Mitglieder der Gruppe waren neben Andor Weininger (Klavier), auch Oskar Schlemmer (Bewegung, Tanz), Xanti Schawinsky (Draht, Nägel, Revolverschüsse), Ludwig Hirschfeld-Mack (Akkordeon), Kurt Schmidt (Violine) und Theodore Lux Feininger (Klarinette). Gespielt wurde sowohl auf traditionellen Instrumenten, aber zur Geräuscherzeugung auch auf dem Flexaton und der Lotusflöte. Der mit der Bauhauskapelle und verbundene Klamauk machte sie auch überregional bekannt und beliebt. Sie trug damit auch außerhalb von Weimar und Dessau als Werbeträger zum positiven Bild des Bauhauses bei. Die Besetzung und Instrumentierung wechselte über die Jahre.
Anfang der 1920er Jahre hatte die Kapelle noch keine Bläser, weil Blasinstrumente während der Weltwirtschaftskrise unerschwinglich waren. Erst später kamen Posaune, Saxophon, Banjo und Klarinette und Flexaton hinzu. Zur wechselnden Besetzung zählten folgende Künstler:
- Waldemar Alder (Trompete)
- Roman Clemens (Banjo und Schlagzeug)
- Edmund Collein, Andor Weininger und Friedrich-Wilhelm Strenger (Piano)
- Lotte Gerson (Saxophon)
- Ernst Egeler, Hans Hoffmann, Rudolf Paris und Werner Jackson[4] (Schlagzeug)
- Theodore Lux Feininger (Banjo und Klarinette)
- Heinrich Koch (Teufelsgeige)
- Fritz Kuhr (Banjo und Bumbass)
- Walter Matthiesen (Posaune)
- Hermann Röseler (Posaune und Banjo)
- Xanti Schawinsky (Alt- und Tenorsaxophon, Cello, Flexaton und Lotusflöte)
- Josef Tokayer (Saxophon und Posaune)

## Repertoire
Zum Repertoire der Bauhauskapelle gehörten in der Weimarer Zeit hauptsächlich Improvisationen auf Grundlage von Volksliedern aus Deutschland, Ungarn, der Tschechoslowakei, dem Balkan und Russland sowie jüdische Melodien. Die aufgeführten Stücke hatten außergewöhnliche Titel, die meist aus einem Wort wie „Unika“, „Matuto“, der „Russische“, der „Ungarische“, der „Chromatische“ bestanden. Andere Titel waren Wortschöpfungen mit dadaistischen Anklängen, wie „Bo-la-bo“. Gespielt wurden auch Jazzklassiker, Gassenhauer, Improvisiertes und klassische Stücke von Johann Sebastian Bach sowie Wolfgang Amadeus Mozart. Das bekannteste Musikstück der Kapelle war ein Bauhausmarsch, zu dem am Anfang die Worte „Itten-Muche-Mazdaznan“ als humorvoller Seitenhieb auf den Hang der Bauhaus-Meister Johannes Itten und Georg Muche zur Mystik gesungen werden konnten. Das Lied beruhte auf den ersten sieben Tönen eines Liedes ungarischer Rekruten. Es wurde international als Bauhaus-Pfiff bekannt und galt als „Erkennungsmelodie“ der Bauhäusler.
Weininger beschrieb einen Auftritt mit den Worten:

„Wir erlebten eine Art Evolution der Tanzstile. Erst gab es den Foxtrott – das war anfangs der häufigste Tanz. Dann kamen Onestep und Twostep, Ragtime und Charleston, dann Blues und Shimmy, dann Java“

Neben Jazz, Folklore und zeitgenössischer Musik mischte Weininger ungarische Klänge in die Stücke. Die Kapelle spielte anfangs auf internen Festen des Bauhauses und bei Ausflügen ins ländliche Thüringen, wo sie bejubelter Mittelpunkt war. Bald erlangte sie über Weimar hinaus Bekanntheit. Dies führte zu öffentlichen Auftritten in Berlin, Hannover und anderen Städten. Die Bauhauskapelle trat als Jazz-Band in der zweiten Hälfte der 1920er Jahre unter anderem bei Berliner Faschings- und Tanzveranstaltungen in großen Sälen auf.